# Архарли (Алакольський район)
Архарли́ (каз. Арқарлы) — село у складі Алакольського району Жетисуської області Казахстану. Адміністративний центр та єдиний населений пункт Архарлинського сільського округу.
У радянські часи село називалось 3-я ферма совхоза імені Ільїча.
Населення — 558 осіб (2021; 611 у 2009, 1130 у 1999, 1233 у 1989).